# NGC 3774
NGC 3774 é uma galáxia espiral barrada (SBb) localizada na direcção da constelação de Crater. Possui uma declinação de -08° 58' 35" e uma ascensão recta de 11 horas, 38 minutos e 30,3 segundos.
A galáxia NGC 3774 foi descoberta em 1886 por Frank Leavenworth.